# Microregione di Cruz Alta
Cruz Alta è una microregione del Rio Grande do Sul in Brasile, appartenente alla mesoregione di Noroeste Rio-Grandense.
È una suddivisione creata puramente per fini statistici, pertanto non è un'entità politica o amministrativa.

## Comuni
È suddivisa in 14 comuni:
- Alto Alegre
- Boa Vista do Cadeado
- Boa Vista do Incra
- Campos Borges
- Cruz Alta
- Espumoso
- Fortaleza dos Valos
- Ibirubá
- Jacuizinho
- Jóia
- Quinze de Novembro
- Saldanha Marinho
- Salto do Jacuí
- Santa Bárbara do Sul